# Tumbarumba
Tumbarumba is een plaats in de Australische deelstaat New South Wales en telt 1487 inwoners (2006).